# Chris Anker Sørensen
Chris Anker Sørensen (ur. 5 września 1984 w Hammel, zm. 18 września 2021 w Zeebrugge) – duński kolarz szosowy, a następnie komentator sportowy. Dwukrotny olimpijczyk (2008 i 2016).
Sørensen był uznawany za bardzo dobrego kolarskiego pomocnika, jednak odnosił również indywidualne sukcesy, między innymi wygrywając 8. etap Giro d’Italia 2010.
Po sezonie 2018 zakończył swoją karierę i został komentatorem sportowym w duńskim TV 2 Sport. W czasie przygotowań do pracy dla tego kanału przed Mistrzostwami Świata w Kolarstwie Szosowym 2021, podczas treningu kolarskiego, który odbywał 18 września 2021 został śmiertelnie potrącony przez kierowcę vana.

## Osiągnięcia
Opracowano na podstawie:

2001
- 3. miejsce w mistrzostwach Danii juniorów (start wspólny)

2005
- 1. miejsce na 3. etapie Ringerike GP

2007
- 1. miejsce na 2. etapie Deutschland Tour (jazda drużynowa na czas)

2008
- 1. miejsce na 6. etapie Critérium du Dauphiné Libéré
- 1. miejsce na 2. etapie Österreich-Rundfahrt
- 3. miejsce w Grand Prix d’Isbergues

2009
- 2. miejsce w mistrzostwach Danii (start wspólny)
- 1. miejsce w Japan Cup

2010
- 1. miejsce na 8. etapie Giro d’Italia
- 3. miejsce w Dirka po Sloveniji

2011
- 1. miejsce w Himmerland Grand Prix
- 1. miejsce w klasyfikacji górskiej Tour de Romandie

2012
- 1. miejsce w klasyfikacji górskiej Volta Ciclista a Catalunya
- 1. miejsce w klasyfikacji najaktywniejszych Tour de France

2013
- 2. miejsce w Giro dell’Emilia

2015
- 1. miejsce w mistrzostwach Danii (start wspólny)

## Starty w Wielkich Tourach
| Grand Tour | 2007 | 2008 | 2009 | 2010 | 2011 | 2012 | 2013 | 2014 | 2015 | 2016 |
| ---------- | ---- | ---- | ---- | ---- | ---- | ---- | ---- | ---- | ---- | ---- |
| Giro       | —    | 28.  | —    | 27.  | —    | —    | —    | DNF  | —    | —    |
| Tour       | —    | —    | 34.  | 69.  | 37.  | 14.  | —    | —    | —    | 84.  |
| Vuelta     | 19.  | —    | —    | —    | 12.  | —    | 18.  | 29.  | —    | —    |

## Rankingi
| Rok                | 2007 | 2008 | 2009 | 2010 | 2011 | 2012 | 2013 | 2014 | 2015 | 2016 | 2017  | 2018  |
| ------------------ | ---- | ---- | ---- | ---- | ---- | ---- | ---- | ---- | ---- | ---- | ----- | ----- |
| UCI ProTour        | 85.  | 112. |      |      |      |      |      |      |      |      |       |       |
| UCI World Calendar |      |      | -    | 137. |      |      |      |      |      |      |       |       |
| UCI World Tour     |      |      |      |      | 59.  | 110. | 128. | -    | -    | -    | -     | -     |
| World Ranking      |      |      |      |      |      |      |      |      |      | 670. | 1290. | 2349. |
| UCI Europe Tour    |      |      |      |      |      |      |      |      |      | 515. | 841.  | 1574. |
| UCI America Tour   |      |      |      |      |      |      |      |      |      | 513. | -     | -     |
|                    |      |      |      |      |      |      |      |      |      |      |       |       |
| Źródło: UCI        |      |      |      |      |      |      |      |      |      |      |       |       |